# Акили (Оклахома)
Акили (енгл. Achille) град је у америчкој савезној држави Оклахома.

## Демографија
По попису из 2010. године број становника је 492, што је 14 (-2,8%) становника мање него 2000. године.
| Група             | 2000.       | 2010.       |
| Белци             | 360 (71,1%) | 334 (67,9%) |
| Афроамериканци    | 1 (0,2%)    | 6 (1,2%)    |
| Азијати           | 2 (0,4%)    | 0 (0,0%)    |
| Хиспаноамериканци | 3 (0,6%)    | 8 (1,6%)    |
| Укупно            | 506         | 492         |